# Francesco Barzaghi
Francesco Barzaghi est un sculpteur italien, né à Milan le 10 février 1839 et mort dans la même ville le 21 août 1892.

## Biographie
Francesco Barzaghi  est le fils de Carlo Barzaghi et de Giuseppina Gioli. Il reçoit sa formation initiale dans les ateliers des sculpteurs milanais Alessandro Puttinati et Antonio Tantardini, puis à la section sculpture de l'Académie des beaux-arts de Brera à Milan, où il a comme professeurs Giovanni Strazza et Benedetto Cacciatori ; il subit également l'influence de Vincenzo Vela.
Il reçoit assez vite ses premières commandes et divers prix ; il crée des statues et des monuments en marbre et en bronze dans le style du vérisme, sans concession aux évolutions contemporaines de la sculpture. La reconnaissance définitive a lieu avec deux statues : Phryné et L'Amour rend aveugle, qu'il présente à l'Exposition universelle de 1878 à Paris.
De 1880 jusqu'à sa mort, il occupe la chaire de sculpture à l'Académie de Brera, où il a notamment comme élève Emilio Quadrelli.
il meurt en 1892 et est inhumé au cimetière monumental de Milan.
Son fils Prassitele Barzaghi, né en 1880, est également sculpteur.

## Œuvre
Francesco Barzaghi est l'auteur de statues et de monuments réalisés pour des lieux publics. L'œuvre considérée comme son chef-d'œuvre dans ce domaine est la statue équestre de Napoléon III, installée dans le Parco Sempione à Milan.
Il réalise de 1865 à 1870 des statues de saints pour la cathédrale de Milan.
Plusieurs de ses sculptures à Milan célèbrent des figures du Risorgimento, comme la statue de Giuseppe Verdi dans l'atrium du théâtre de la Scala, celle d'Alessandro Manzoni sur la piazza San Fedele en 1883, le monument en mémoire de Francesco Hayez en 1890 sur la piazza Brera ou ceui de Luciano Manara en 1894 dans les jardins publics de la Porta Venezia. À l'Académie de Brera, il sculpte en 1874 le monument dédié au comte Pompeo Litta Biumi, inauguré en 1874 lors de commémoration de cet historien milanais.
Il représente à plusieurs reprises le roi Victor-Emmanuel II à Bergame (1884), Lodi (1883) et Gênes (1886), ainsi que Giuseppe Garibaldi en 1885 à Crema et à Soresina ; à Venise, il réalise en 1882 la statue de Niccolò Tommaseo.

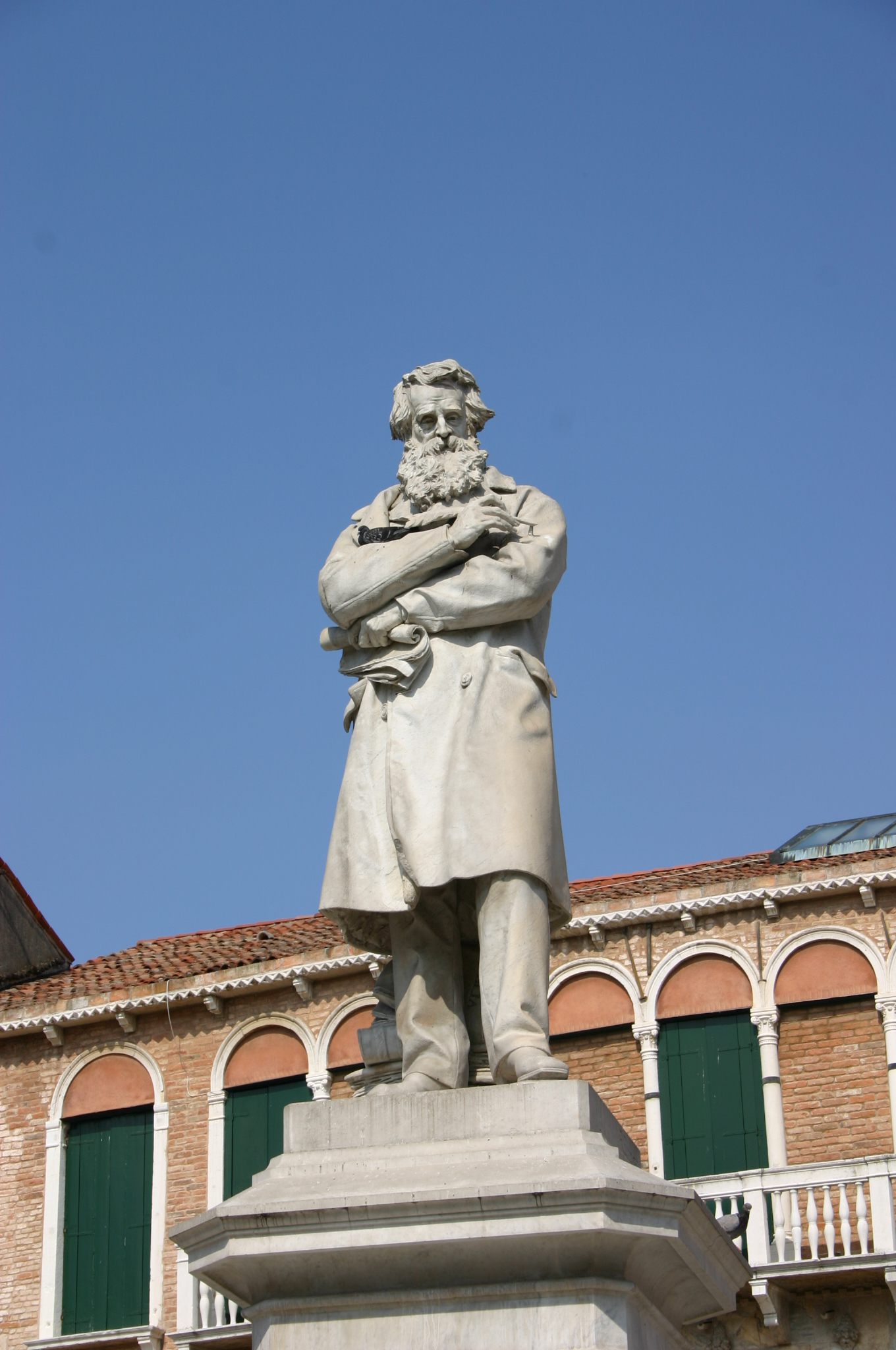
Monument à Niccolò Tommaseo, 1882, place Campo Santo Stefano , à Venise.
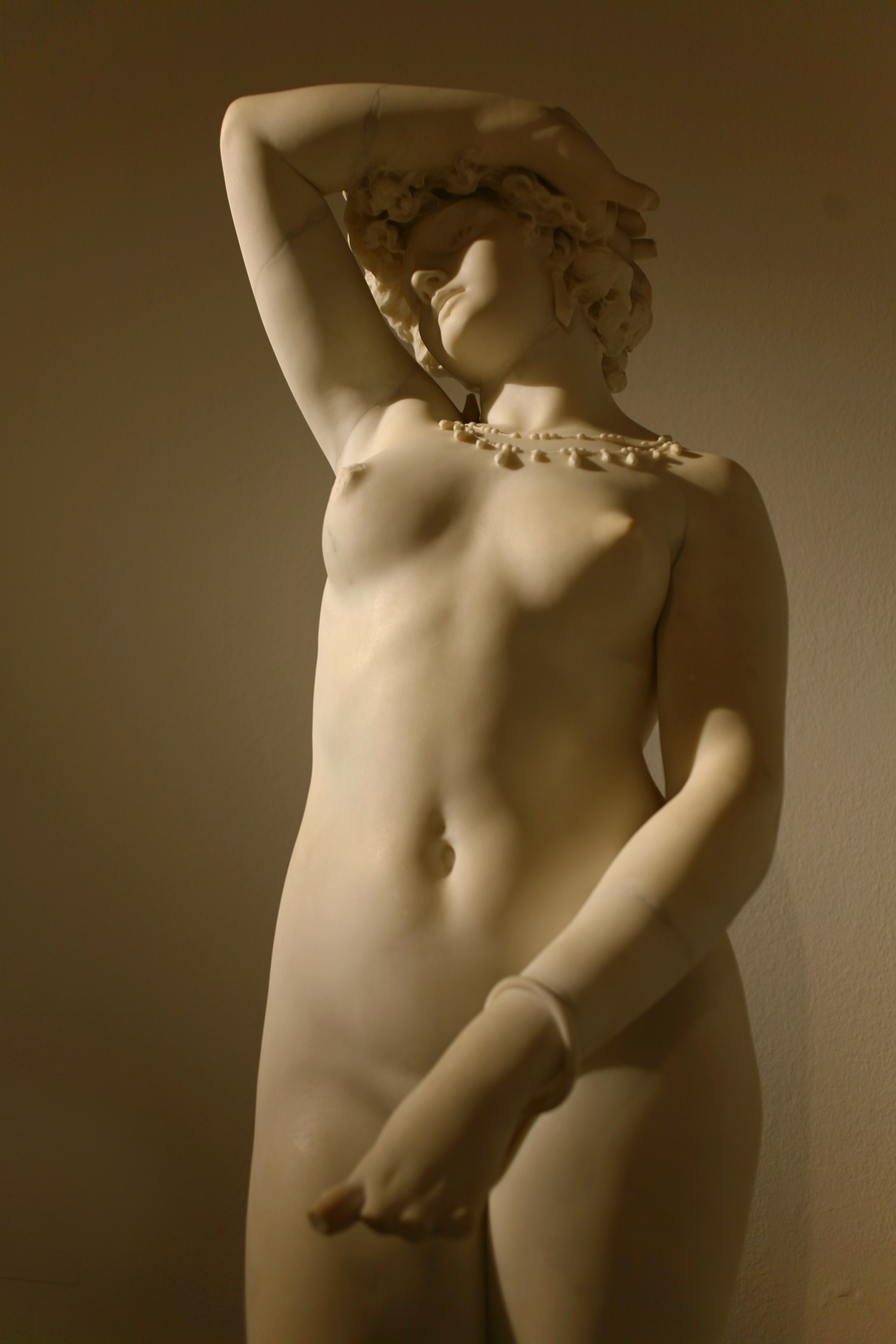
Phryné, 1872.
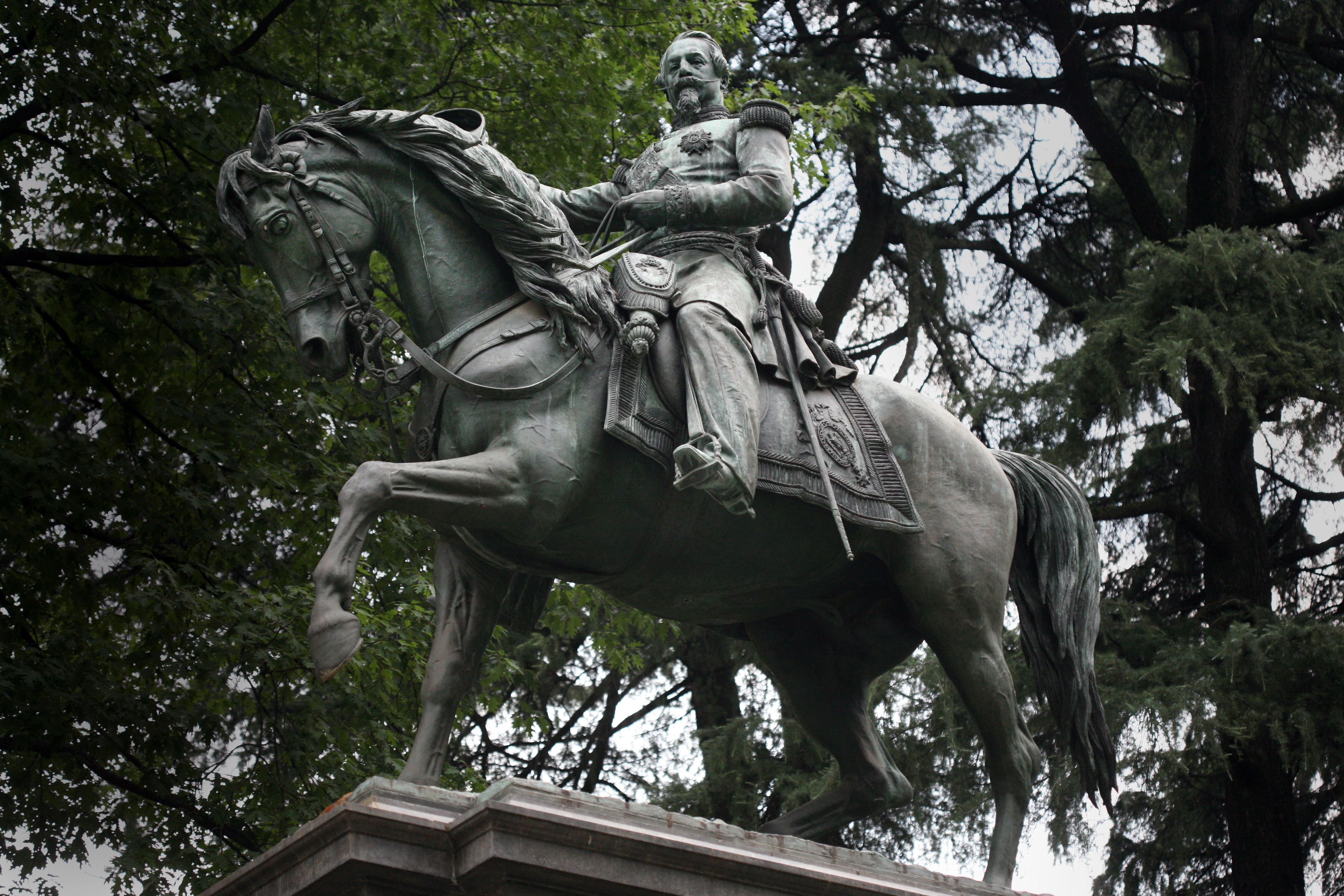
Statue équestre de Napoléon III, 1880.
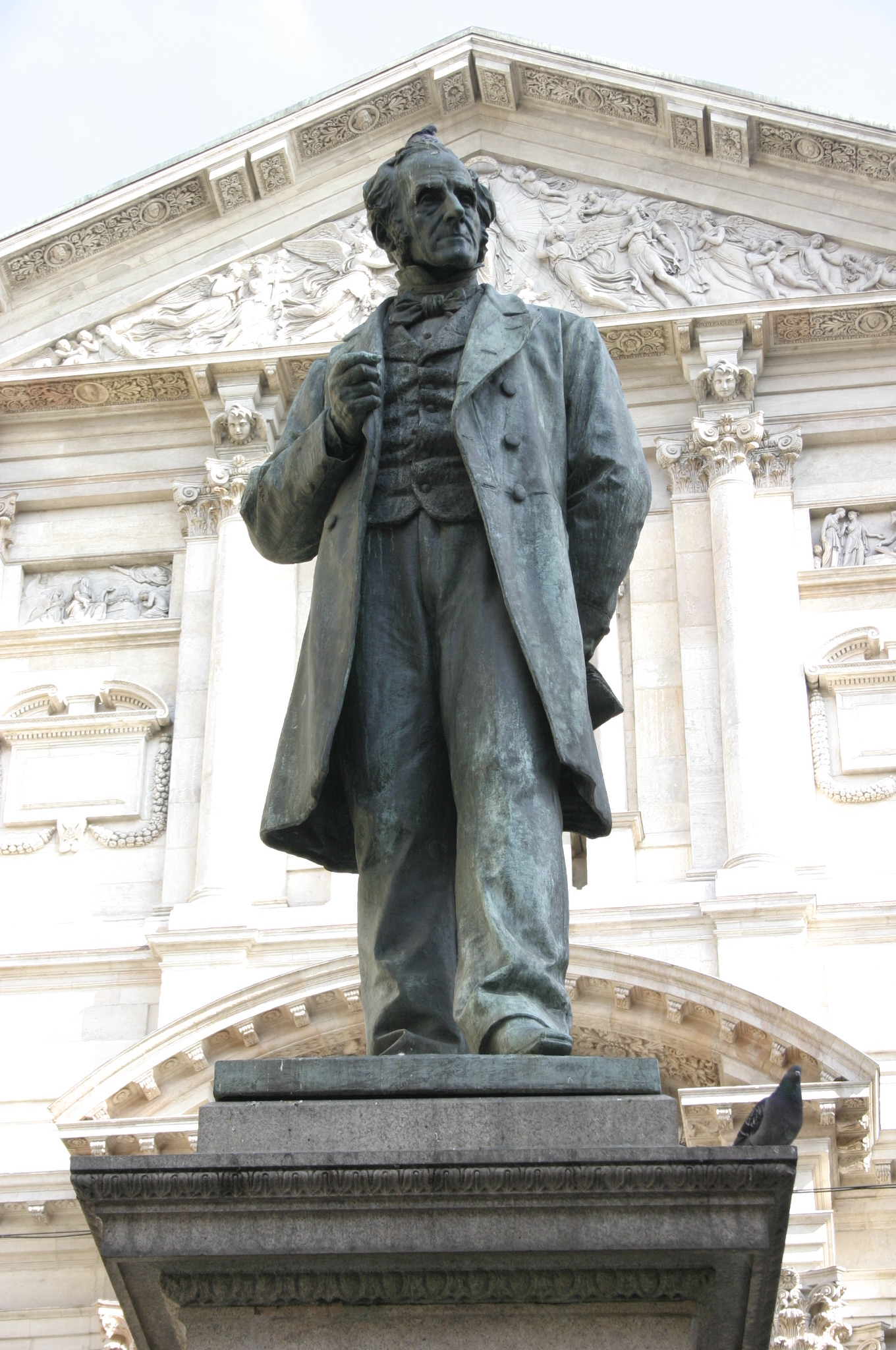
Monument à Alessandro Manzoni.
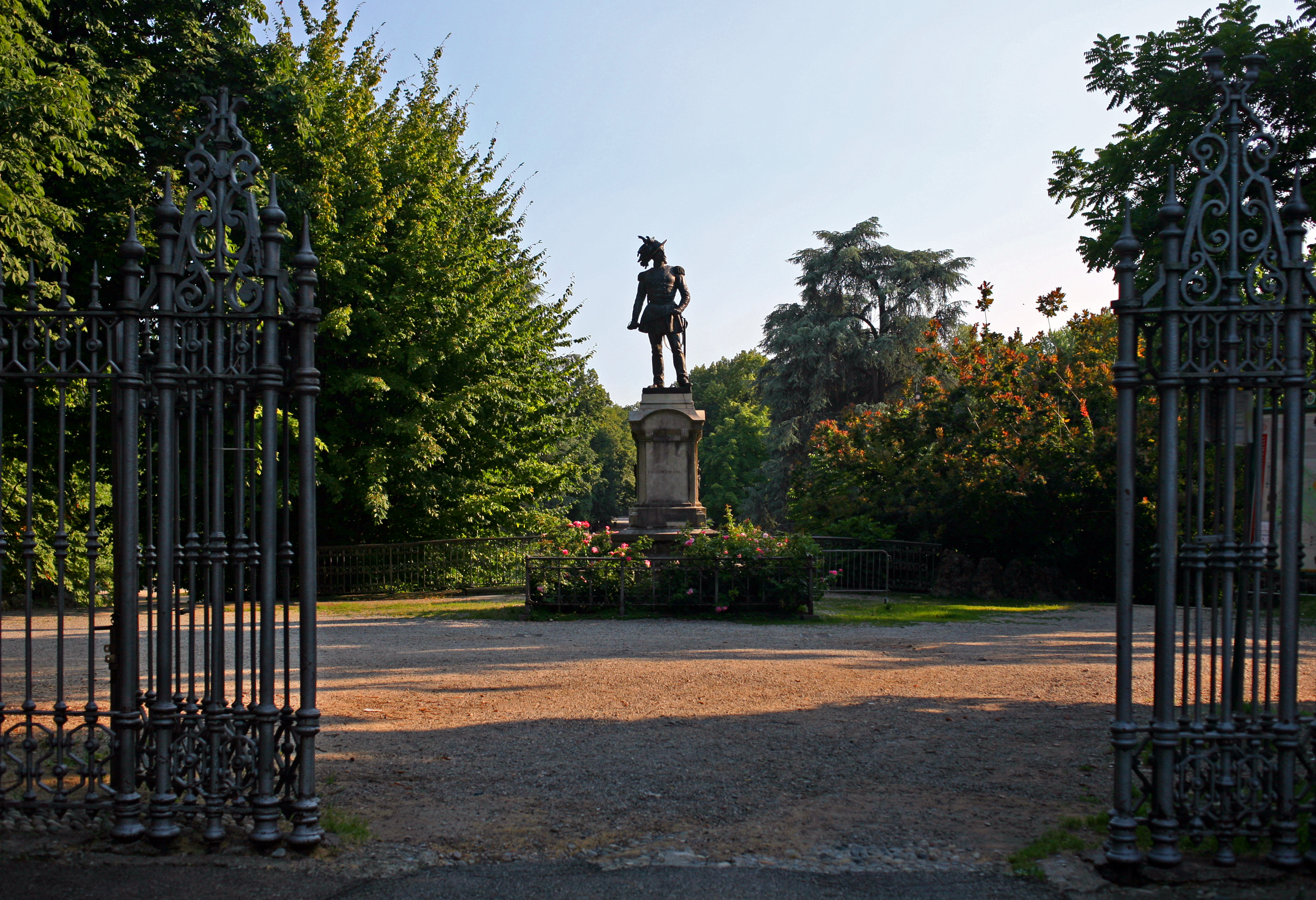
Monument à Luciano Manara.
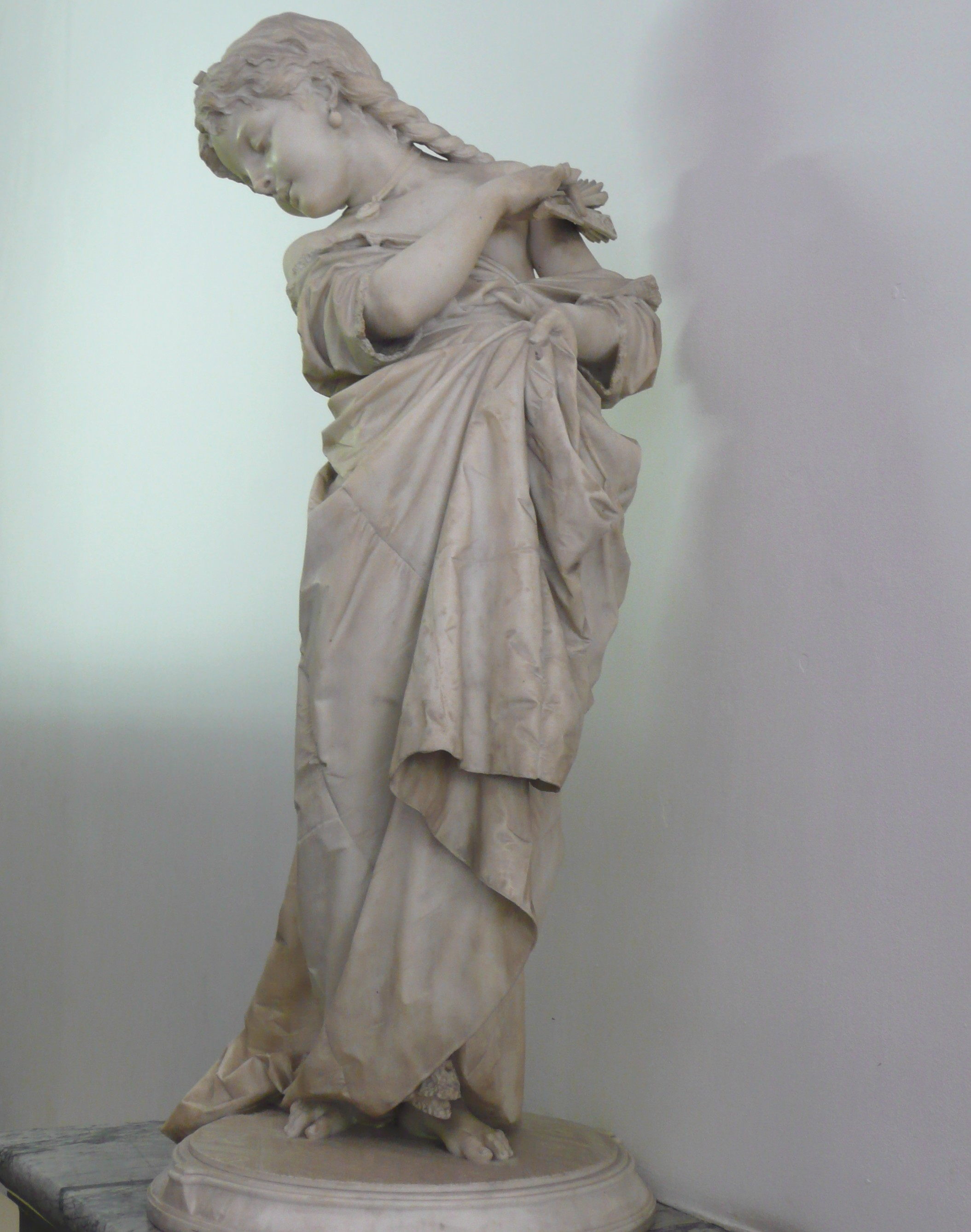
Vanarella, 1877, Nice, Musée des beaux-arts Jules Chéret.